# Old Spice
Old Spice é uma marca americana de produtos masculinos, que inclui desodorantes, antitranspirantes, xampus, sprays corporais e sabonetes, todos com vários aromas. É fabricada pela P&G. Foi originalmente lançada com o nome de Early American Old Spice, pela Shulton Inc., em 1937. Inicialmente, o alvo da marca eram as mulheres, mas no natal daquele mesmo ano, os produtos masculinos também começaram a ser lançados. Com o tempo, os produtos masculinos começaram a fazer mais sucesso, tornando a marca Old Spice exclusiva para homens.

Desodorante Old Spice Pure Sport High Endurance.

## Comerciais
Desde 2010, os comerciais da marca Old Spice vem fazendo muito sucesso e ficando muito populares. Tudo começou quando um comercial com o ator Isaiah Mustafa foi lançado com a campanha "The Man Your Man Could Smell Like" (em tradução literal, “O homem que seu homem pode cheirar como”). O comercial fez muito sucesso, principalmente na internet. Após este comercial, a Old Spice apresentou Fabio Lanzoni para desafiar Isaiah Mustafa para o título de garoto da Old Spice, em uma campanha publicitária online. Ao longo de dois dias e meio, a marca filmou 186 vídeos apresentando Isaiah Mustafa conversando com fãs e celebridades. A campanha conquistou mais de 40 milhões de visualizações após a primeira semana, foi vista mais vezes do que o discurso de aceitação do ex-presidente Barack Obama em 2008 e levou a Old Spice a garantir o número 1 do canal de marcas mais visto de todos os tempos no YouTube. A Old Spice fez uma parceria com a NFL e contou com estrelas do futebol americano, incluindo Ray Lewis, Greg Jennings e Wes Welker em várias campanhas de TV e digitais. 
Em 2012, o ator e ex-jogador da NFL,Terry Crews, foi destaque da marca no vídeo de sucesso intitulado “Muscle Music”. O vídeo interativo permitia que as pessoas fizessem música através de diferentes instrumentos musicais manipulados nos músculos correspondentes do corpo de Terry.
Em 2013, a Old Spice lançou uma série de comerciais de TV na Índia intitulada "Mantastic Man", estrelado pela supermodelo e atriz Milind Soman .
O comercial “Momsong” se tornou viral em 2014 como parte da campanha Smellcome to Manhood.

Os comerciais Make a Smellmitment, com Terry Crews e Isaiah Mustafa, estrearam em 2015, promovendo dois tipos de desodorante Old Spice: o Lenha e o Matador. Crews também estrelou diversos comerciais de sucesso para a marca. Em um deles chegou a falar português, agradecendo aos brasileiros pelo sucesso que as campanhas estreladas por ele vinham fazendo, principalmente no Brasil.
|                                                  |  |  |
| Desodorante Old Spice (vista frontal e traseira) |  |  |

No início de 2016, a Old Spice introduziu um novo personagem para a marca, o Legendary Man, com dois comerciais de TV, “Rocket Car” e “Whale” para lançar a Hardest Working Collection. A marca também lançou uma série de infomerciais digitais com o ator canadense Steven Ogg. No início de 2016, a marca apresentou mais dois personagens (interpretados por Thomas Beaudoin e Alberto Cardenas), em campanhas publicitárias para a coleção de produtos da Zona Vermelha.
A Old Spice também patrocinou muitos carros da NASCAR, de 2005 a 2010. Eles patrocinaram principalmente Tony Stewart na maioria de suas corridas.

## Prêmios
A marca Old Spice acumulou, a partir de 2016, 37 prêmios no Festival de Publicidade de Cannes. Mais notavelmente, a marca foi premiada com dois Leões de Cannes, por Eficácia Criativa, nos comercias  “The Man Your Man Could Smell Like” em 2011, e “Smellcome to Manhood” em 2016.